# Croton lindheimerianus
Espèce
Croton lindheimerianus est une espèce de plantes à fleurs du genre Croton et de la famille Euphorbiaceae présente du Kansas au nord-est du Mexique.
Il a pour sous-espèces :
- Croton lindheimerianus var. lindheimerianus présent au Kansas, en Oklahoma, au Texas, à l'ouest de l'Arkansas, au nord-est du Mexique et ayant pour synonyme :
  - Croton eutrigynus, A.Gray, 1867
  - (en) Catalogue of Life : Croton lindheimerianus lindheimerianus
- Croton lindheimerianus var. tharpii, M.C.Johnst., 1959 présent au sud et à l'ouest du Texas, au Mexique (ouest de Coahuila).
  - (en) Catalogue of Life : Croton lindheimerianus tharpii M.C.Johnst.